# Енциклопедія життя
«Енциклопе́дія життя́» (англ. The Encyclopedia of Life, англ. EOL) — онлайн-енциклопедія, що містить інформацію про 1.9 млн біологічних видів, створювана спільно різними фахівцями. В енциклопедії можна розміщувати окремі статті для кожного відомого виду (яких налічується близько 2 млн), де будуть відеоматеріали, звук, зображення, графіка і текстові відомості.

## Історія
Перші сторінки енциклопедії створені 26 лютого 2008.
У рамках проєкту в єдину базу даних спочатку будуть зібрані відомості про тварин, рослин і грибів. Потім в каталог додадуть дані про мікроорганізми, а пізніше — і про копалини біологічних видів.
- 27 лютого 2008 року енциклопедія представила перші 30 тис. статей[3].
- В серпні 2009 року кількість статей збільшилася до 170 тисяч[4].
- 18 липня 2012 на сайті близько 1 000 000 статей.
- 6 листопада 2016 року на сайті 1 335 379 статей, 88 755 зареєстрованих користувачів і 3 825 025 зображень.

## Доступ
Будь-який користувач інтернету, який відвідав ресурс, отримає доступ до текстів, фотознімків, карт, аудіозаписів, відеороликів і іншої мультимедійної інформації. Поповнювати каталог планується у міру ідентифікації нових видів. «Енциклопедія життя» заснована на wiki-технології, що дозволить користувачам інтернету зі всього світу редагувати кожну статтю.
Однією з пріоритетних завдань проєкту є доступність ресурсу всім людям незалежно від мовних і культурних відмінностей, для чого планується переклад енциклопедії на різні мови у співпраці з приватними особами та організаціями по всьому світу.

## Організація проєкту
Проєкт розрахований на десять років і оцінюється в 110 500 000 доларів США. Перші гранти виділили дві американські організації: 10 мільйонів доларів США надав Фонд Макартурів, а 2,5 мільйона доларів США видав Фонд Альфреда Слоуна.
Створенням «Енциклопедії життя» займатиметься команда фахівців з 25-30 осіб. Проєктом керують Філдовський музей природної історії в Чикаго, Гарвардський університет, Вудсхоульська лабораторія біології моря, Ботанічний сад Міссурі, Смітсонівський інститут і Бібліотека біологічних видів — група, в яку входять Лондонський національний музей природної історії, Нью-Йоркський ботанічний сад і Королівські ботанічні сади в К'ю. Керівники проєкту сподіваються, що надалі зуміють залучити для роботи над енциклопедією тисячі кваліфікованих фахівців. Проєкт планується завершити до 2017 року.